# Giorgio Bondi
Giorgio Bondi (Cavriglia, 1º agosto 1929) è un politico italiano.

## Biografia
Esponente del Partito Comunista Italiano, negli anni '70 è consigliere provinciale ad Arezzo. Viene eletto al Senato della Repubblica nel 1976 ed è confermato a Palazzo Madama anche dopo le elezioni politiche del 1979. Conclude il proprio mandato parlamentare nel 1983. 
Successivamente è consigliere e assessore comunale ad Arezzo, fino al 1995. Dopo lo scioglimento del PCI ha aderito al Partito Democratico della Sinistra.